# Hôtel particulier de Dun-sur-Auron
Ne doit pas être confondu avec Château de Dun-sur-Auron, Fortifications de Dun-sur-Auron ou Dun-sur-Auron.
L'hôtel particulier de Dun-sur-Auron est localisé au cœur du centre-ville de la commune de Dun-sur-Auron, ville située dans le département du Cher, en région du Centre-Val de Loire. 

## Historique
L'édifice est bâti au cours de la première moitié du 17e siècle. Il est destiné à servir de demeure pour une famille de notaires. Lors de sa construction, l'hôtel particulier est muni d'une cour intérieure qui est remplacé par le logis domestique lui-même. La porte d'entrée, quant à elle, se déploie alors sur la « Grande rue » de Dun. Par ailleurs, l'hôtel particulier est pourvu d'un deuxième accès sous la forme d'une porte cochère s'ouvrant sur la « rue Donin », ainsi que de deux annexes : une grange et une écurie.
Aux environs de 1850, l'ensemble de cet immeuble familial fait l'objet d'importants remaniements dans sa distribution. À cet effet, l'entrée principale est déménagée et réaffectée « rue Porte-Neuve », tandis qu'un second bâtiment est édifié en lieu et place de l'ancienne cour.
Ultérieurement, la seconde entrée, la grange et l'écurie d'origine subissent une destruction complète.

## Protection
En raison de la qualité d'ouvrage de ses sculptures et de ses menuiseries, la porte principale de l'hôtel particulier dunois, qui donne actuellement sur la rue « Porte-Neuve » de Dun-sur-Auron, bénéficie d'une inscription sur la liste des monuments historiques depuis le 10 janvier 1926.